# Paul Roger
 (juin 2021).
Si vous disposez d'ouvrages ou d'articles de référence ou si vous connaissez des sites web de qualité traitant du thème abordé ici, merci de compléter l'article en donnant les références utiles à sa vérifiabilité et en les liant à la section « Notes et références ».
Pour les articles homonymes, voir Roger.
Ne doit pas être confondu avec Roger Paul ou Paul Rogers.
Paul Roger (1812-1894) est un historien français. 

## Publications sélectives
- Noblesse et chevalerie du comté de Flandre, d'Artois et de Picardie, Duval et Herment, Amiens, 1843 (lire en ligne)
- Bibliothèque historique, monumentale, ecclésiastique et littéraire de la Picardie et de l'Artois, Duval et Herment, Amiens, 1844 (lire en ligne)
- La noblesse de France aux croisades, Derache, Paris, 1845 (lire en ligne)
- Biographie générale des belges morts ou vivants ; hommes politiques, membres des assemblées délibérantes, ecclésiastiques, militaires, savants, artistes et gens de lettres, Muquardt-De Roovers, Bruxelles, 1849 (lire en ligne)
- Vie de Louise d'Orléans reine des Belges, Bruxelles, chez les principaux libraires, 1851 (lire en ligne)
- Mémoires et souvenirs sur la cour de Bruxelles et sur la société belge depuis l'époque de Marie-Thérèse jusqu'à nos jours, Bruxelles, chez les principaux libraires, 1856 (lire en ligne)
- Études sur la révolution française, Amyot, Paris, 1861 (lire en ligne)